# Joseph Dan
Joseph Dan in ebraico יוסף דן‎? (Budapest, 1935 – 24 luglio 2022) è stato un teologo e filosofo ungherese naturalizzato israeliano.
Studioso ebreo del misticismo, ha insegnato filosofia ebraica per oltre 40 anni presso l'Università Ebraica di Gerusalemme. È stato il primo successore di Gershom Scholem alla cattedra di Misticismo ebraico di tale Università.

## Biografia
Dan nacque nel 1935 a Budapest, in Ungheria. Costretto a fuggire con la famiglia a causa del nazismo, si stabilì a Gerusalemme. Tutti i documenti relativi a Joseph Dan (incluso il suo sito ufficiale) danno come luogo di nascita Bratislava, Slovacchia – versione creata da suo padre per evitare il rimpatrio forzato dalla Palestina che il governo britannico imponeva agli ebrei durante il mandato.
Conseguì poi una laurea in Assiriologia presso l'Università Ebraica di Gerusalemme. Sotto l'influenza del suo riverito insegnante Gershom Scholem, si concentrò sul misticismo ebraico. Ricevette il suo dottorato di ricerca nel 1964, sotto la guida di Isaiah Tishby, con una tesi intitolata The Speculative Basis of the Ethical Teachings of Chassidei Ashkenaz.
Dopo aver scritto oltre 60 libri, pubblicò i primi tre volumi di un progetto intitolato "Toledot Torat Hasod Ha'ivrit" ("Storia del Misticismo ed Esoterismo Ebraico", Centro Zalman Shazar, Gerusalemme), da lui descritto come "un tentativo da parte di un singolo individuo di scrivere la storia intera del misticismo ebraico: non una sintesi qualunque, ma piuttosto un vero e proprio compendio accademico per specialisti".

## Premi
Nel 1997, Dan ha ricevuto il Premio Israele per il "Pensiero Ebraico".